# Liste der Monuments historiques in Launac
Die Liste der Monuments historiques in Launac führt die Monuments historiques in der französischen Gemeinde Launac auf.

## Liste der Bauwerke
| Bezeichnung | Beschreibung                  | Standort | Kennzeichnung | Schutzstatus | Datum     | Bild           |
| ----------- | ----------------------------- | -------- | ------------- | ------------ | --------- | -------------- |
| Schloss     | Erbaut ab dem 13. Jahrhundert | (Lage)   | PA00094366    | Inscrit      | 1927 1991 | weitere Bilder |